# Tétrakis(diméthylamino)éthylène
Le tétrakis(diméthylamino)éthylène fait partie des énamines et a pour formule semi-développée [(CH3)2N]2C=C[N(CH3)2]2.

## Synthèse
La synthèse du tétrakis(diméthylamino)éthylène a été réalisée pour la première fois en 1950 par Roy Pruett et son équipe via une réaction de la diméthylamine avec le chlorotrifluoroéthène, CFCl=CF2. Cependant la réaction de la (diméthoxyméthyl)diméthylamine avec la diméthylamine est plus pratique :
Le milieu réactionnel est distillé ce qui, par élimination du méthanol, conduit au tétrakis(diméthylamino)éthylène :
Enfin la dimérisation de la N,N,N',N',N",N"-hexaméthylméthanetriamine par chauffage fournit également le produit facilement, plus pratiquement et avec un bon rendement, :

## Usage
Le tétrakis(diméthylamino)éthylène est un réducteur qui réagit avec l'oxygène de l'air. Il sert habituellement de réducteur en chimie organique comme pour convertir des α-bromocétones en 1,4-dicétones.
Il forme aussi un sel à transfert de charge avec le fullerène C60, C60(TDAE)0,86, qui a la très rare propriété d'être un aimant purement organique en dessous de 16,1 K.
La réaction du tétrakis(diméthylamino)éthylène avec l'oxygène de l'air est chimioluminescente dans le bleu-vert. Elle permet ainsi de faire des effets spectaculaires comme « les mains lumineuses ».